# Biritiba-Mirim
Biritiba-Mirim är en kommun i Brasilien.   Den ligger i delstaten São Paulo, i den sydöstra delen av landet, 900 km söder om huvudstaden Brasília. Antalet invånare är 28 573.
Följande samhällen finns i Biritiba-Mirim:
- Biritiba Mirim

I omgivningarna runt Biritiba-Mirim växer i huvudsak städsegrön lövskog. Runt Biritiba-Mirim är det ganska tätbefolkat, med 67 invånare per kvadratkilometer.